# Couvent de las Dueñas

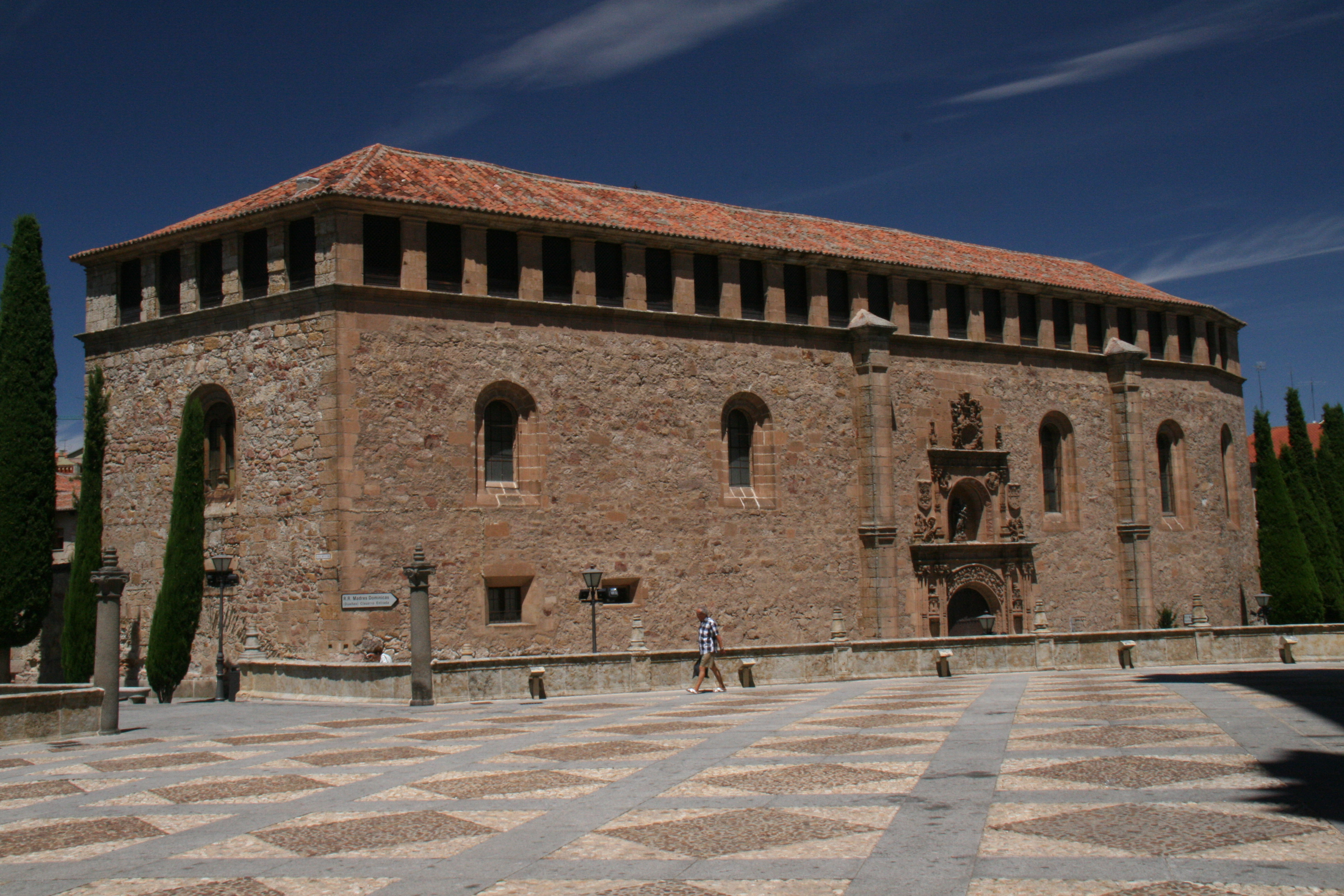
Couvent de las Dueñas

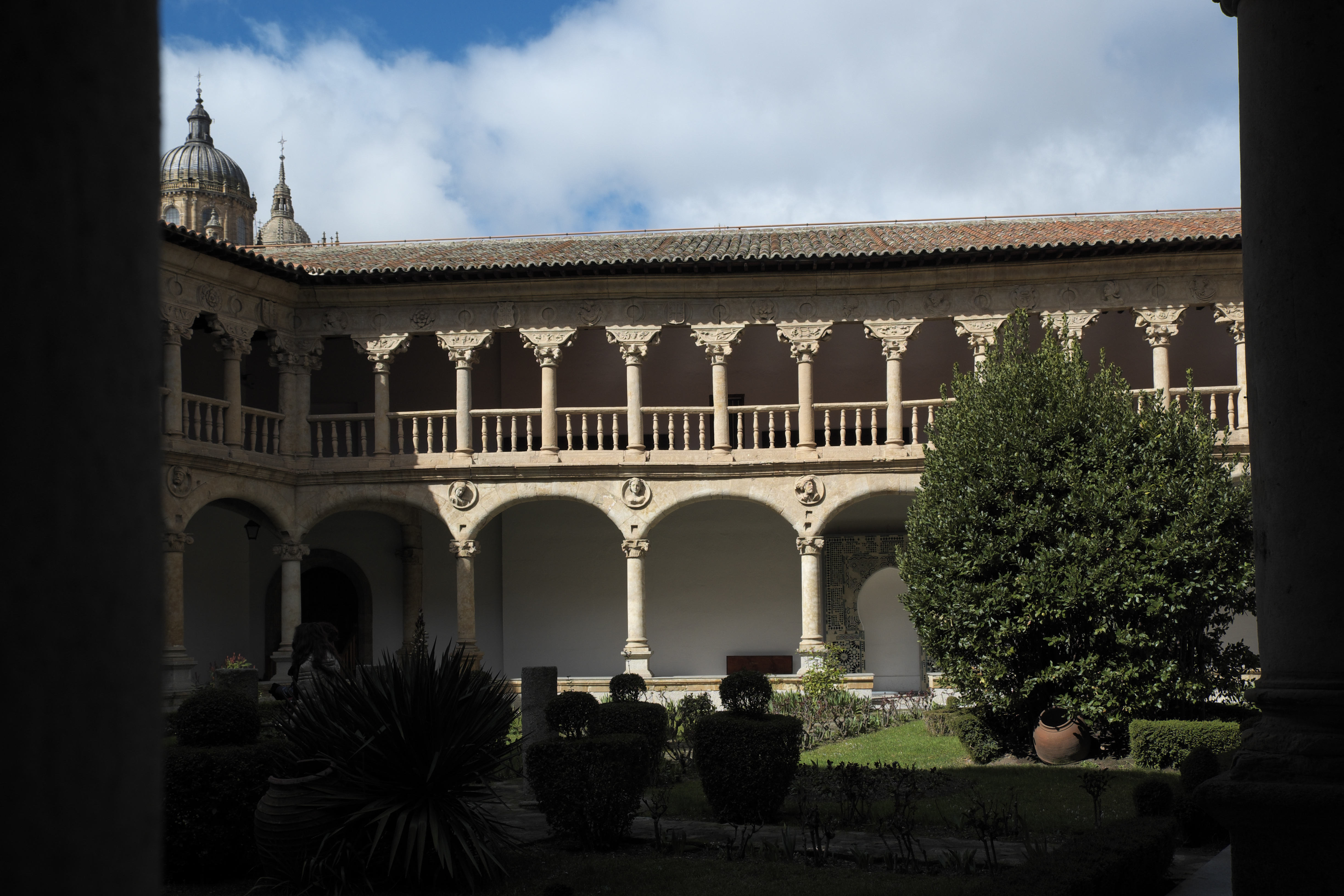
Cloître

Le Convent de las Dueñas à Salamanque dans la Province de Salamanque de la région autonome espagnole de Castille-et-León est un couvent dominicain en activité depuis le XVe siècle. Le cloître, réalisé par le constructeur Rodrigo Gil de Hontañón, présente une décoration sculpturale extraordinaire dans le style plateresque. En 1921, le monastère a été déclaré monument protégé (Bien de Interés Cultural).

## Histoire
La fondation du monastère est attestée par un document de 1419, dans lequel il est appelé Monasterio de Santa María de la Consolación de las Dueñas. Dans celui-ci, Juana Rodríguez confirme la donation de son palais et des bâtiments qui en font partie aux sœurs de l'Ordre dominicain, qui y installèrent un monastère pour dames nobles (duenas). Le palais est construit par le premier mari de Juana, un juif converti et grand-père d'Isaak Abrabanel, qui a pris le nom de Juan Sánchez de Sevilla et a été trésorier de Jean Ier de Castille. Peu de vestiges de ce palais survivent, comme une porte en brique et en fer à cheval de style mudéjar à l'étage supérieur du cloître. Un autre encadrement de porte a été redécouvert en 1963 et est exposé au rez-de-chaussée dans une aile du cloître. Une partie d'un plafond artesonado a également été conservée.
En 1810, le reliques de Teresa Chicaba sont déplacées au couvent.
D'autres dons, y compris des Rois Catholiques, ont permis au XVIe siècle la construction de l'église du monastère et du cloître. Pendant plus de 400 ans le cloître appartenait aux religieux du couvent et n'était pas accessible. Il n'est ouvert à la visite que depuis 1962.

## Église du monastère
L'église de style gothique a une seule nef et est couverte d'une voûte d'ogives. Les autels sont de l'époque baroque.
Le portail plateresque de l'église est attribué à Juan de Álava, un disciple de Rodrigo Gil de Hontañón. Il est divisé en trois zones. La zone inférieure est encadrée par deux pilastres avec chacun des chapiteaux richement sculptés et un entablement superposé. Un arc en plein cintre s'ouvre en son milieu, décoré d'arabesques et de reliefs de têtes animales et humaines. Les personnages étaient à l'origine placés dans les niches latérales couronnées d'auvents. La zone médiane est encadrée par deux colonnes élancées et un entablement avec une frise de têtes d'anges. Il est interrompu par une arcade, au centre de laquelle se trouve une Vierge à l'enfant. Les médaillons des écoinçons d'arcade représentent les apôtres Pierre et Paul. Sur le côté il y a des volutes et deux cartouches d'armoiries, dont celui de droite contient les armoiries de l'ordre dominicain. L'extrémité supérieure est formée par une coquille qui est tenue par des putti d'anges.

## Cloître

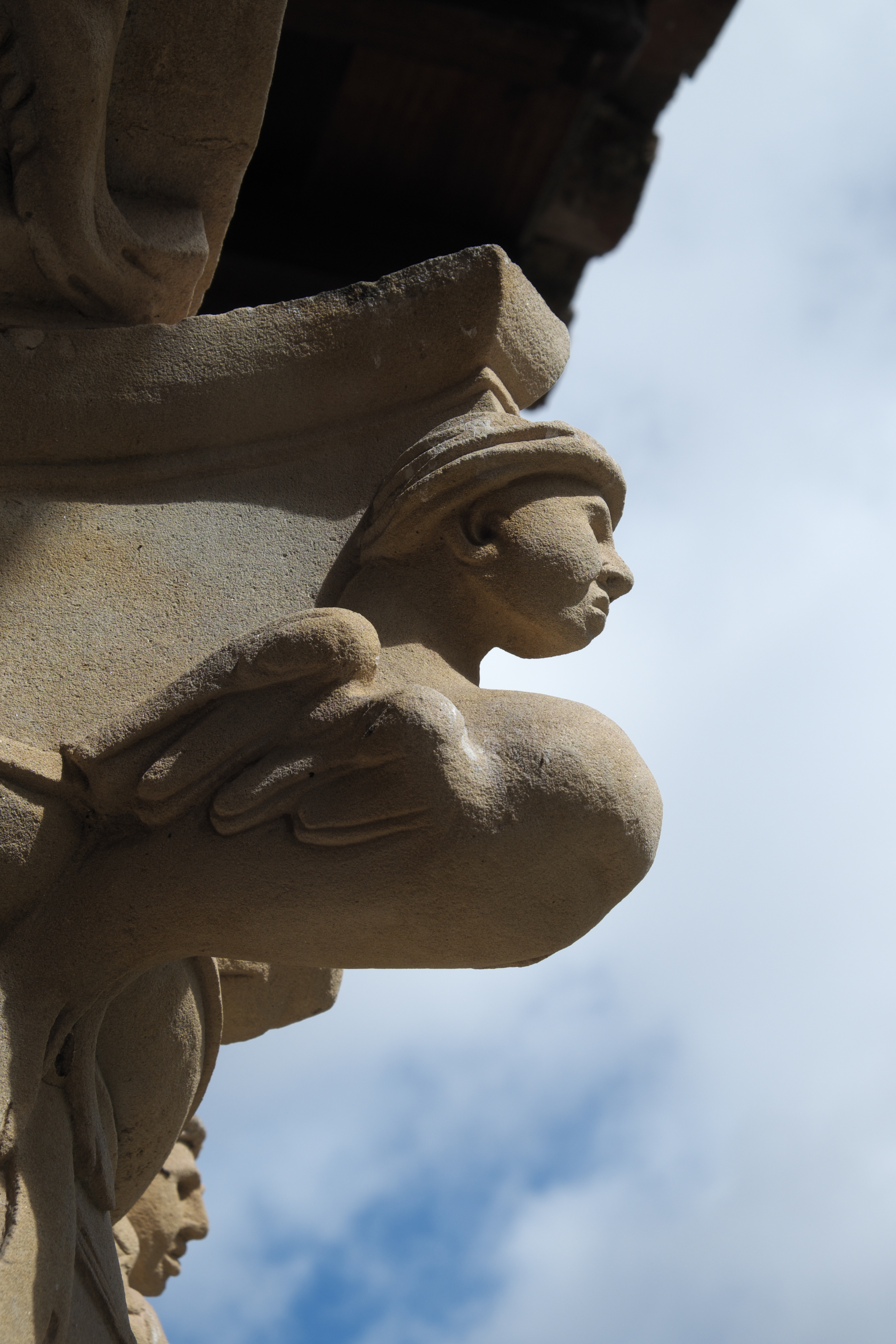
harpie

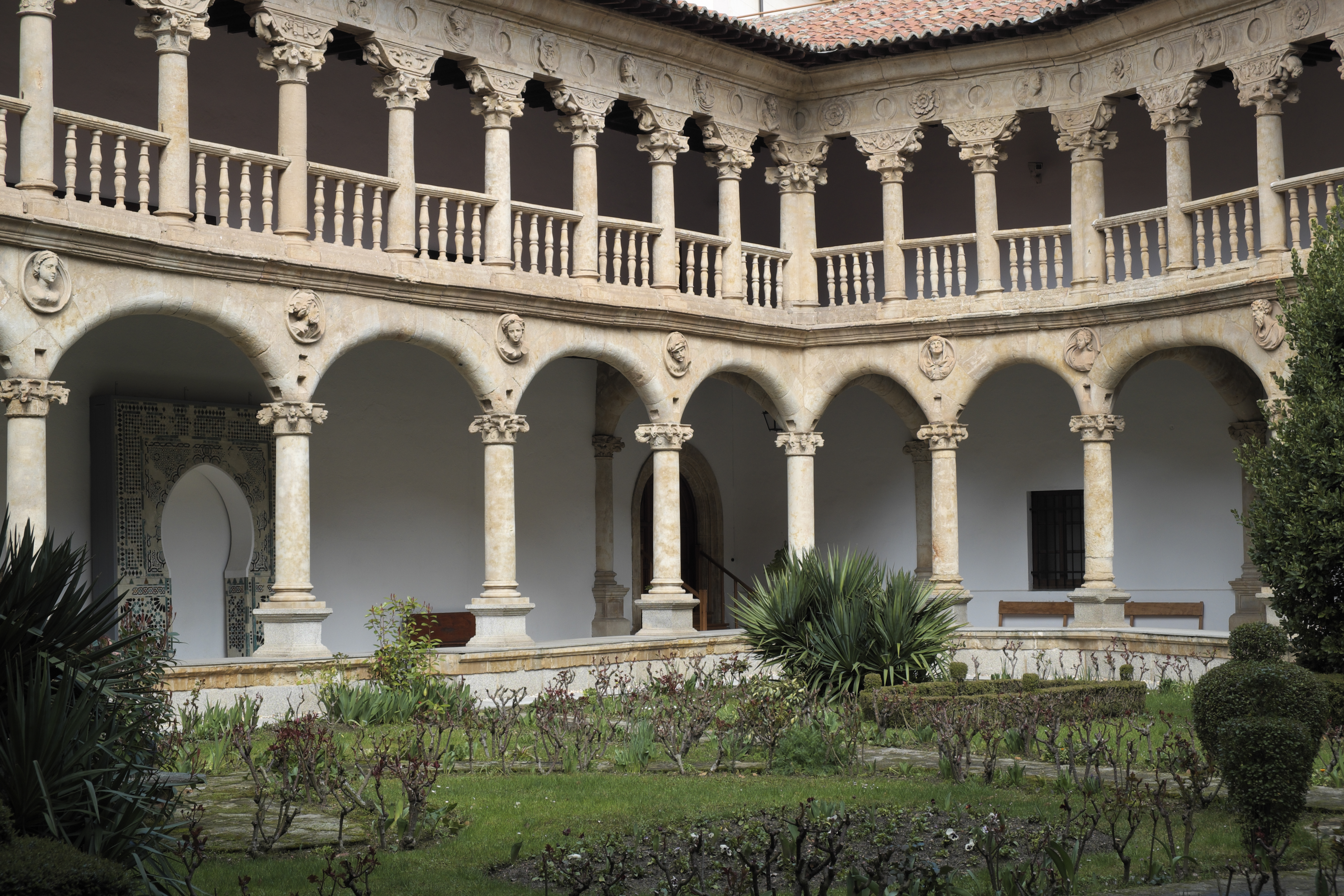
Cloître

Le cloître est construit sur un pentagone irrégulier et a deux étages. Les galeries de l'étage inférieur sont soutenues par des colonnes élancées reliées entre elles par des arcs segmentaires. Les colonnes sont décorées de chapiteaux finement travaillés, sur lesquels sont représentés principalement des feuillages à petites têtes de personnes, d'animaux ou de créatures mythiques. Les goussets d'arc sont pourvus de 23 médaillons. Quinze médaillons représentent des bustes masculins, huit représentent des bustes féminins. Les vêtements, la coiffure et les expressions faciales des personnes représentées sont imaginatifs et travaillés avec une grande attention portée aux détails.

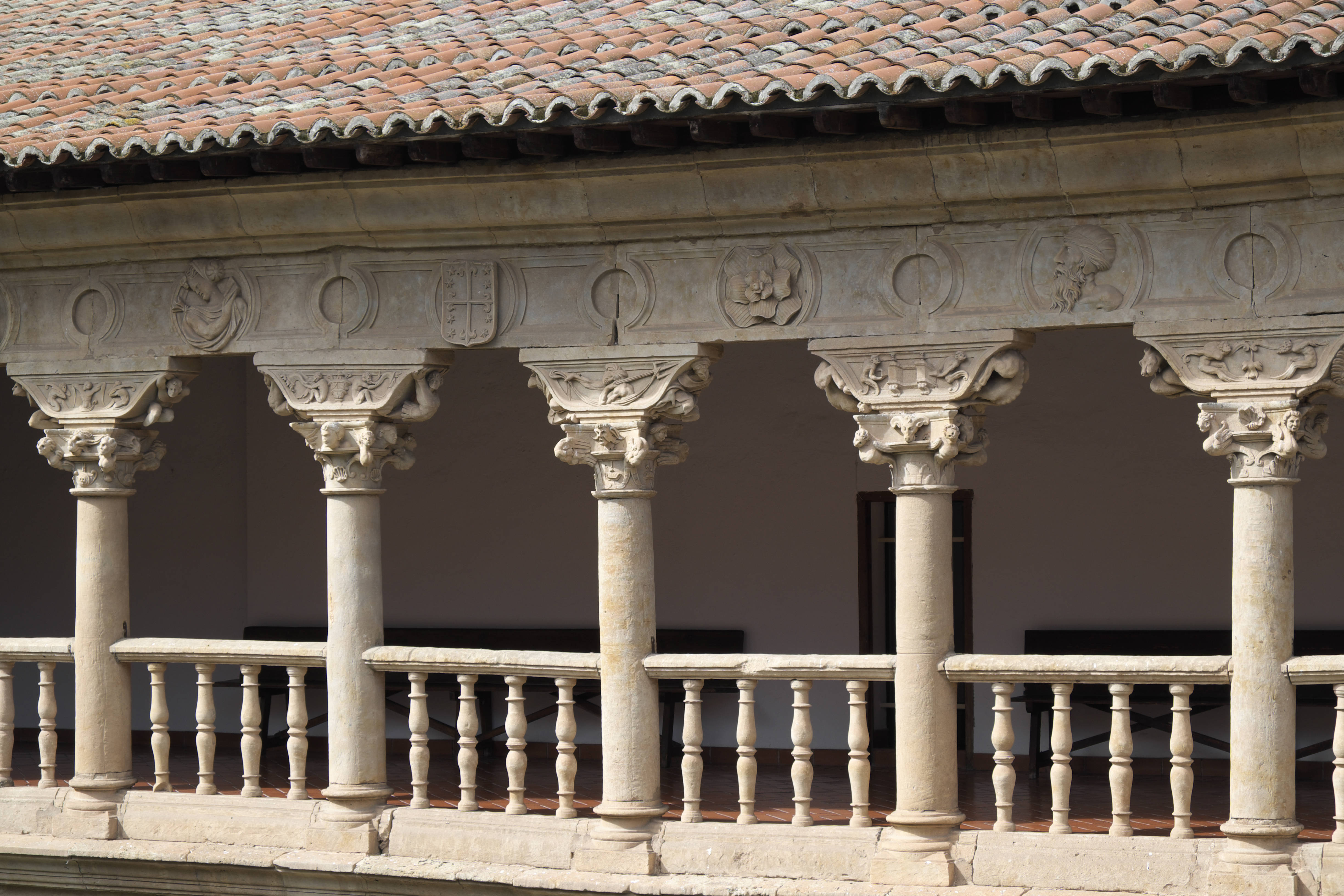
Cloître, premier étage

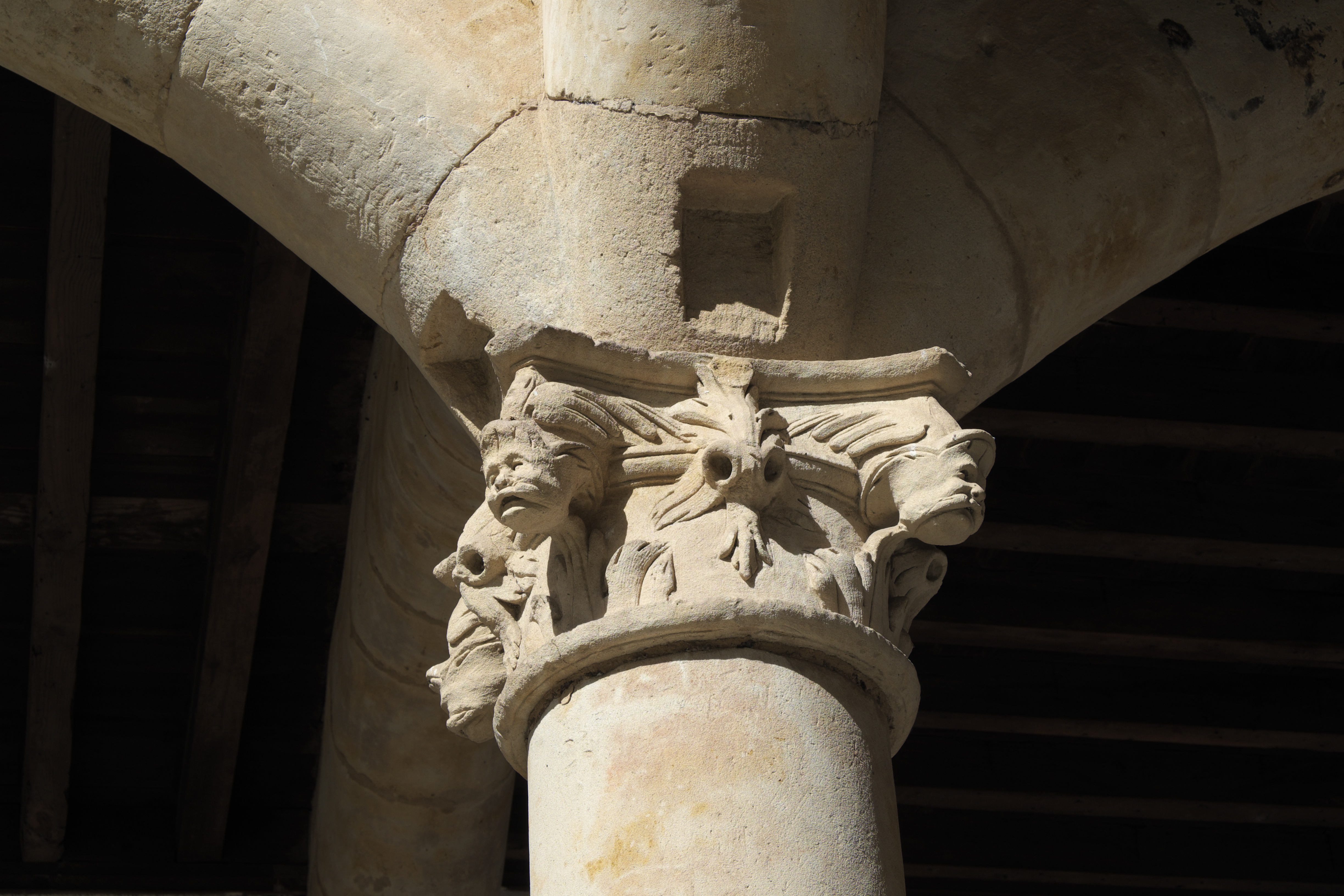
Chapiteau du premier étage
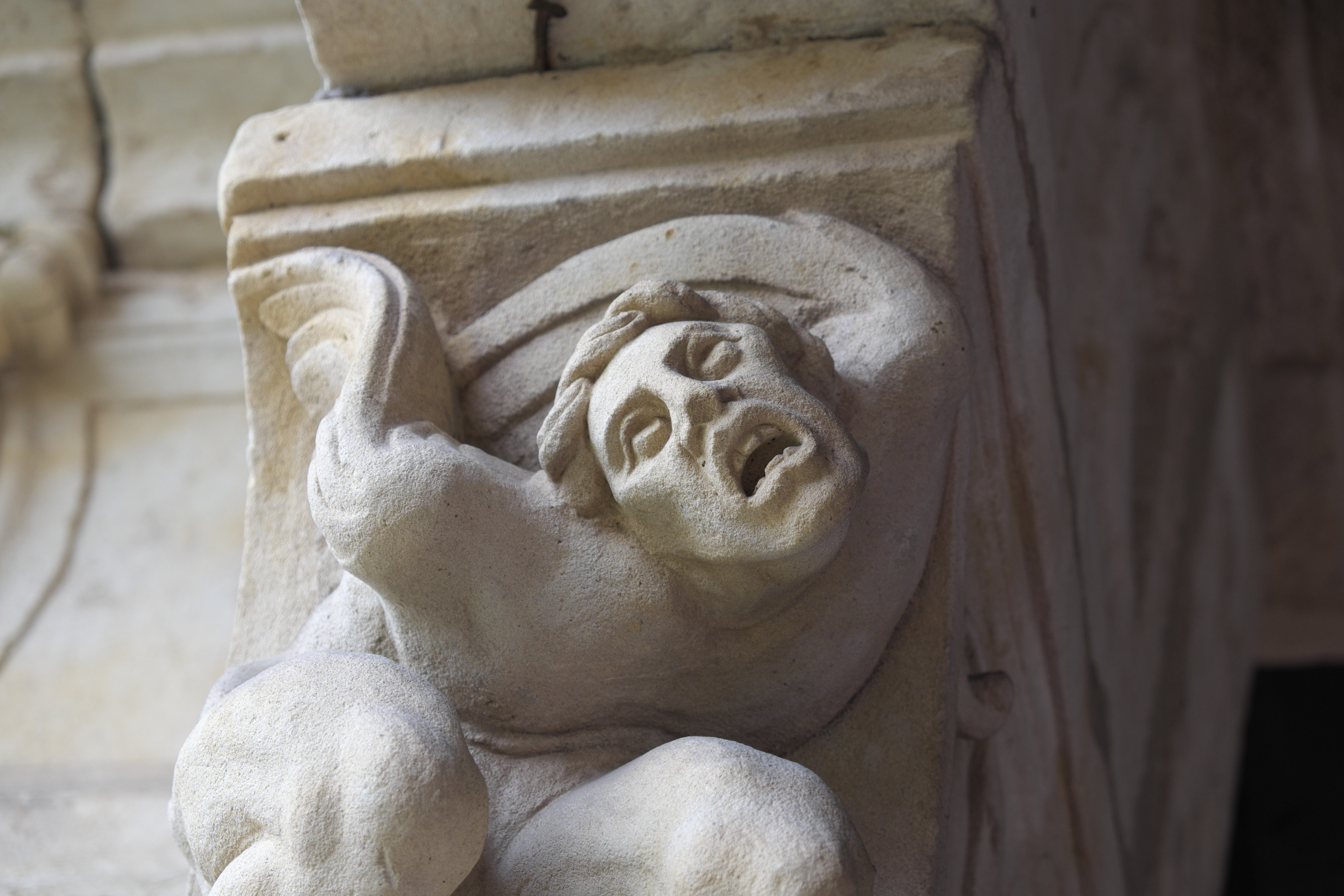
Sculpture de l'étage supérieur
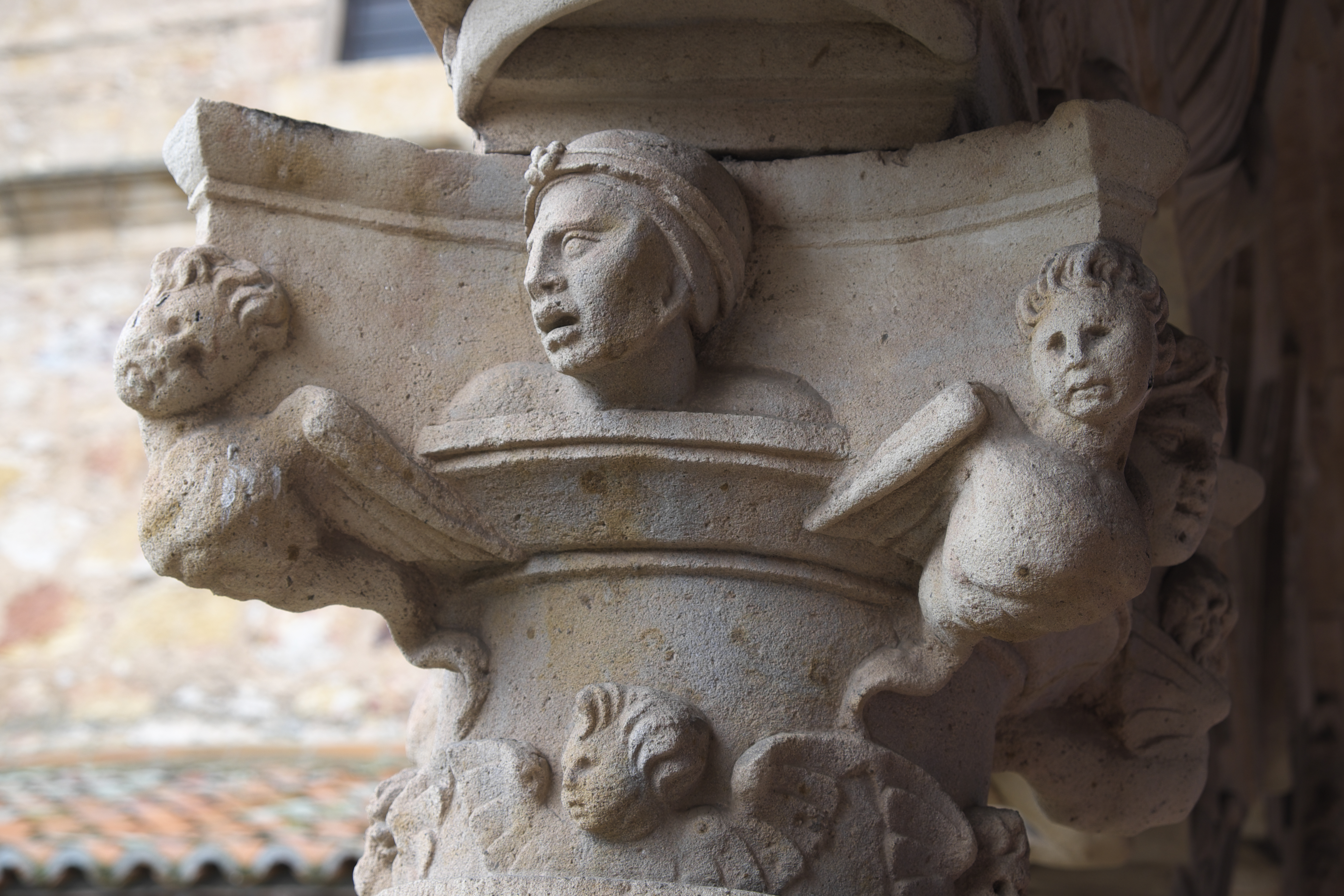
Chapiteau de l'étage supérieur
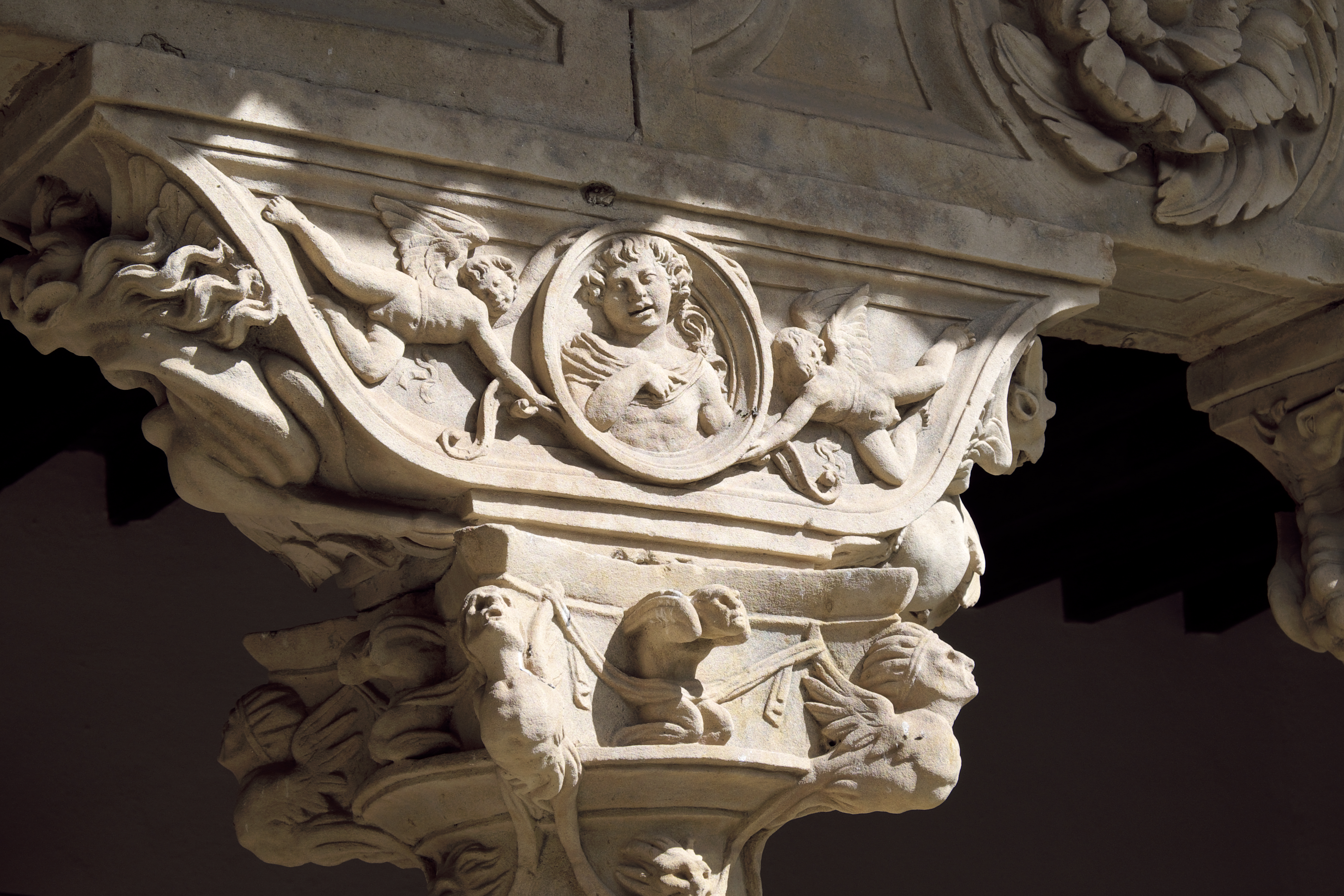
Chapiteau de l'étage supérieur
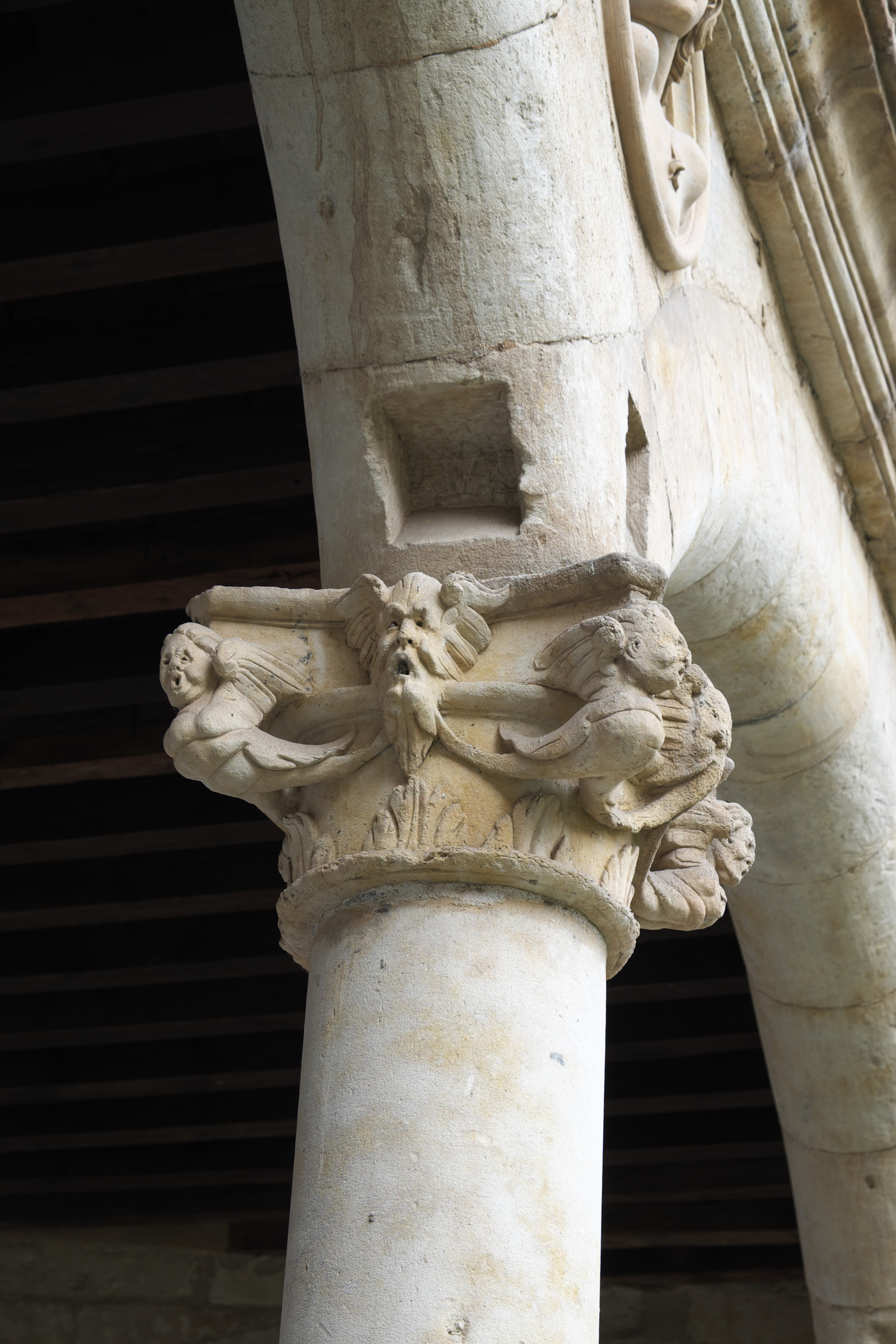
Chapiteau dans le cloître avec masque en feuille
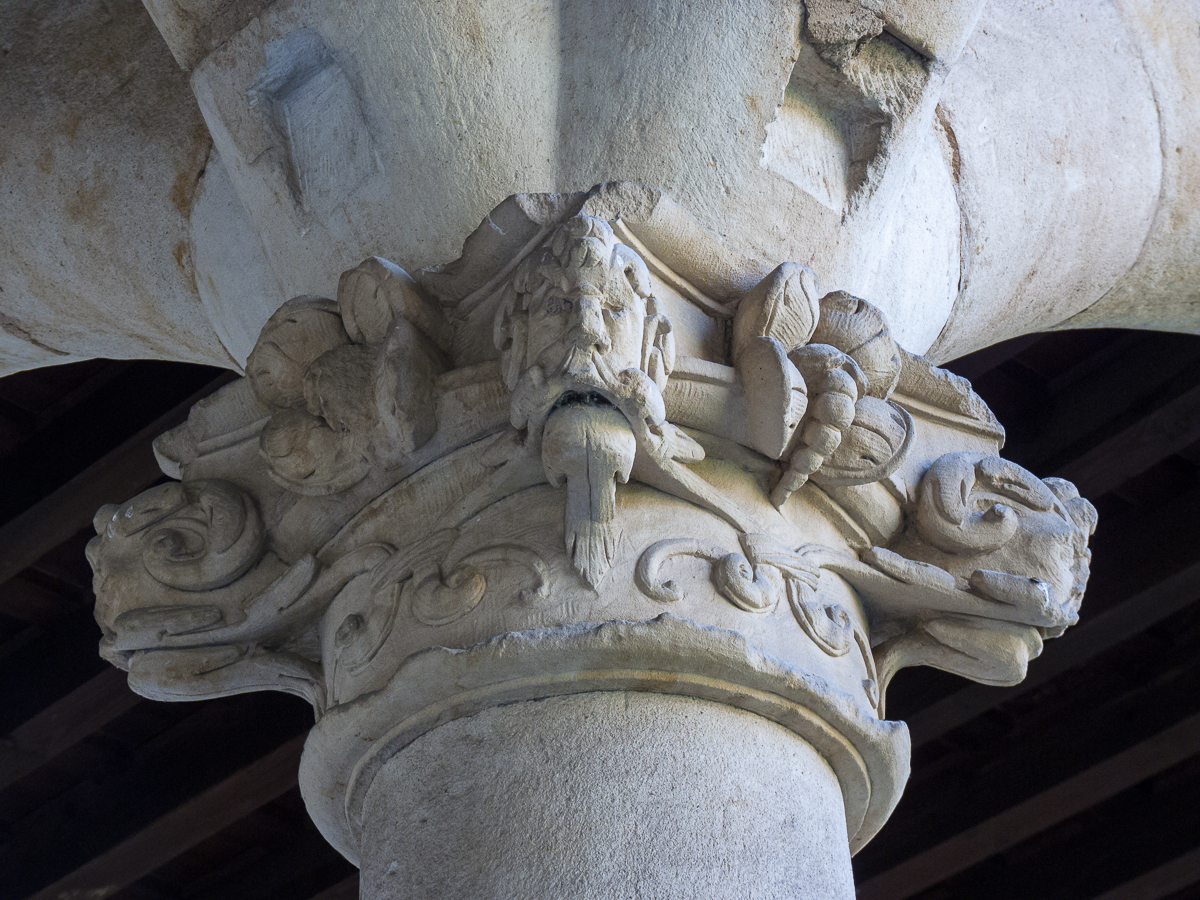
Chapiteau dans le cloître